# Margarete Renner
Margarete Renner (* um 1475 in Böckingen; † 1535) ist, neben der Stuttgarterin Magdalena Scherer, die einzige namentlich bekannte Frau, die am Bauernkrieg der Jahre 1524/25 aktiv teilnahm. Bekannt geworden ist sie unter ihrem Beinamen „Schwarze Hofmännin“.

## Leben und Wirken

### Geburt und Abstammung
Margarete Renner stammte aus Böckingen, heute ein Stadtteil von Heilbronn. Sie wurde als Margarete von Böckingen in einem Haus an der Schafgasse (heute Stedinger Straße), dem Hof Rosenberger, geboren. Im Jahr 1430 war auf den Namen eines Klaus Renner ein Erblehensbrief für das Kloster Schöntal ausgestellt worden. Im Jahre 1454 erhielten Klaus und Elisabeth Renner als Lehen die Wittumsgüter von Konrad von Böckingen. Klaus Renner gehörte 1459 einem zwölfköpfigen Richterkollegium an.

### Heirat und Rechtsstreit
Margarete Renner heiratete Peter Abrecht († 1523), einen Hofmann (Gutspächter) aus Böckingen, nach dem sie ihren Übernamen Schwarze Hofmännin erhielt. 1520 wurde Peter Abrecht aufgrund seiner Weigerung, die Schatzung zu bezahlen, vom Rat der Stadt Heilbronn zu einer Freiheitsstrafe verurteilt. Seine Frau beschwerte sich darüber bei ihren Leibherren Georg, Philipp und Engelhard von Hirschhorn, und forderte sie auf, sie gegen die Rechtsbeugung seitens des Heilbronner Rats zu beschützen, dessen Handlungen schon seit 11 Jahren rechtswidrig seien. Bis zum Jahre 1523 weigerte Margarete Renner sich beharrlich, sowohl die geforderte Schatzung zu begleichen als auch Frondienste zu leisten. Der Heilbronner Rat wies daraufhin Böckingen an, ihr das Weide-, Wasser- und andere Dorfrechte vorzuenthalten, bis die Forderung beglichen sei.

### Bauernkrieg
Während der Rebellion der Bauern im Heilbronner Gebiet 1525 begleitete Margarete Renner Jäcklein Rohrbach und trat während der Weinsberger Bluttat und in der Schlacht bei Böblingen am 12. Mai 1525 in Erscheinung. So soll sie beispielsweise nach dem Sturm auf Weinsberg die Bauern aufgefordert haben, mit dem Bauchfett des Grafen Ludwig von Helfenstein ihre Spieße und Gabeln gegen Rost zu fetten und die Schuhe damit einzuschmieren.

Sie selbst kämpfte nicht, rief aber die Bauern zum Kampf auf. Laut dem Heilbronner Hans Berlin soll sie verlangt haben, dass Heilbronn ein Dorf wie Böckingen werden müsse und kein Stein auf dem anderen bleiben dürfe. In einem Gemälde wird Margherete Renner dargestellt, wie sie beschwörend die Hände vor den Stadtmauern Heilbronns erhebt und die knienden Bauern segnet: 

„sie sollen keck ziehen, sie hab sie gesegnet, das inen weder spieß noch helmparten oder buchsen nichts thon mogen … boßwicht und buben … erwurgen und erstecken, was zu Haylprun sey, und den stinckenden gna(e)digen frawen die heß (Kleider) vom arß abschneyden, das sie gon wie die beschrotten (gerupften) gens“

Über Hans Berlin, der in Böckingen die Amorbacher Erklärung verlas, meinte sie, man müsse ihn gleich ermorden, weil er mit ihnen nichts anderes täte als „bescheyßen und betriegen“.
Alle diese Äußerungen sind allerdings nur durch die obrigkeitliche Anklage nach dem Bauernkrieg belegt und deshalb kritisch zu betrachten.

### Gefängnis und Tod
Im Gegensatz zu Jäcklein Rohrbach überlebte sie die Niederschlagung des Aufstands und kam in Heilbronn in Haft, aus der sie auf Fürsprache ihres Leibherren freigelassen wurde mit der Begründung, ihr einziges Vergehen habe in ihrem „onverhutten mont“ (unbehüteten Mund) bestanden, und dass das „frowlich geschlecht iren handeln nit außricht dan mit mundt und mit den wercken kein noch druck“.
Sie starb 1535 eines natürlichen Todes.

## Künstlerische Rezeption

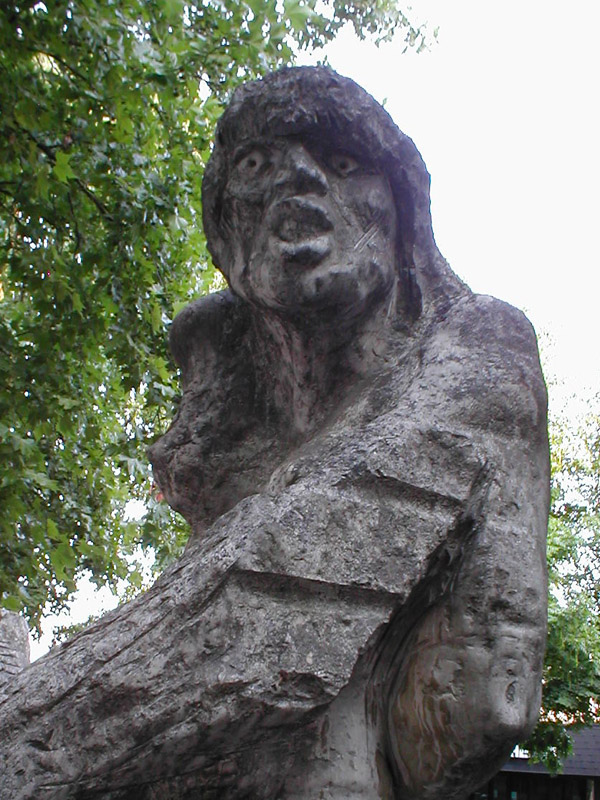
Detail der Schwarzen Hofmännin von Dieter E. Klumpp

Der Schwarzen Hofmännin, die auch als „erste deutsche Revolutionärin“ bezeichnet wird, wird in der Literatur Mut und Grausamkeit zugesprochen. Sie ist wiederholt zum Gegenstand künstlerischen Schaffens geworden:
- Der Schriftsteller Julius Wolff veröffentlichte 1894 Das Schwarze Weib – Roman aus dem Bauernkriege, in dem Margarete Renner allerdings als Judica auftritt. Von Wilhelm Zimmermann stammt folgende Passage aus seinem Werk Allgemeine Geschichte des großen Bauernkrieges (1841–1843): „Schwarzes unterdrücktes Weib, aus der Hütte am Neckar, mit der starken verwilderten Seele voll Leidenschaft, gleich stark in Haß und Liebe, mit Deinem ‚Gott will es‘ im Munde, und mit Deinem Freiheits-, Schlacht- und Rache-Geist, wie lebtest Du in Sage und Geschichte, in Gesang und Rede, hätte Deine Sache gesiegt, oder gehörte sie wenigstens nicht der Bauernhütte an!“
- Von Zimmermanns Geschichtsschreibung angeregt, schuf Käthe Kollwitz einen Bildzyklus zum Bauernkrieg, dessen fünftes Blatt, Losbruch, Margarete Renner als anfeuernde Aufwieglerin darstellt.
- 1904 erschien bei Breitkopf & Härtel in Leipzig eine Oper Der Bundschuh. Drama aus den Bauerkriegen in drei Aufzügen mit Text von Otto Erler und Musik von Waldemar von Baußnern, in der die schwarze Hofmännin eine zentrale Rolle spielte.[10]
- Wilhelm Hugo Klink verfasste über sie im Mai 1912 ein Drama aus dem Bauernkrieg in vier Aufzügen.
- Im Heilbronner Stadtteil Böckingen steht seit 1986 die Schwarze-Hofmännin-Skulptur, eine Jurakalkstein-Arbeit von Dieter E. Klumpp. Am Wein-Panorama-Weg am Wartberg zu Heilbronn steht eine Vorstudie zu dieser Skulptur in rotem Sandstein.
- Klemens Ludwig veröffentlichte 2017 einen Roman über die Schwarze Hofmännin.[11]
- Margarete Renner wird eine Protagonistin der baden-württembergischen Großen Landesausstellung 2024/25 „UFFRUR! Utopie und Widerstand im Bauernkrieg 1524/25“ in Bad Schussenried sein.

## Film
- Martin Betz: Die Frauen des Bauernkriegs. Dokumentarfilm. pre tv/Yellow Table Media, im Auftrag von MDR, SWR, arte und ORF, Deutschland/Österreich 2025 (online verfügbar, 90 Minuten)